# Conasprella delessertii
Espèce
Statut de conservation UICN

 LC  : Préoccupation mineure
Conasprella delessertii est une espèce de mollusque gastéropode marin venimeux de la famille des Conidae

## Historique
L'espèce Conaspella delessertii est décrite en 1843 par César A. Récluz sous le protonyme Conus delessertiii.

### Étymologie
Son épithète spécifique honore le naturaliste français Benjamin Delessert (1773-1847).

## Répartition
On le trouve dans le golfe du Mexique entre 15 et 198 mètres de profondeur. 

## Description
- Taille maximale : 10,5 cm.

## Synonymes
- Conus sozoni Bartsch, 1939
- Kohniconus delessertii (Récluz, 1843)